# Karpales Laxationssyndrom
Das Karpale Laxationssyndrom ist eine orthopädische Erkrankung bei Hundewelpen, die durch eine Über- (Hyperextension) oder unvollständige Streckung (Hypoextension) im Vorderfußwurzelgelenk (Karpalgelenk) gekennzeichnet ist. Es tritt in einem Alter von sechs bis 16 Wochen auf. Betroffen sind vor allem großwüchsige Haushundrassen.
Die Ursache ist nicht geklärt, sowohl falsche Haltung als auch erbliche Ursachen werden diskutiert. Die Umstellung auf ein Futter für erwachsene Hunde und eine Physiotherapie verbessern bei zwei Dritteln der betroffenen Tiere den Zustand deutlich. Bei starker Hypoextension muss eventuell eine Schienung mittels Castverband vorgenommen, bei längerem Bestehen müssen unter Umständen die Beugesehnen durchtrennt werden. Je früher die Behandlung begonnen wird, umso besser ist die Heilungsaussicht. Im fortgeschrittenen Stadium muss unter Umständen das Vorderfußwurzelgelenk versteift werden.